# Tenuiphantes striatiscapus
Tenuiphantes striatiscapus là một loài nhện trong họ Linyphiidae.
Loài này thuộc chi Tenuiphantes. Tenuiphantes striatiscapus được Jörg Wunderlich miêu tả năm 1987.